# Jüdischer Friedhof (Jędrzejów)

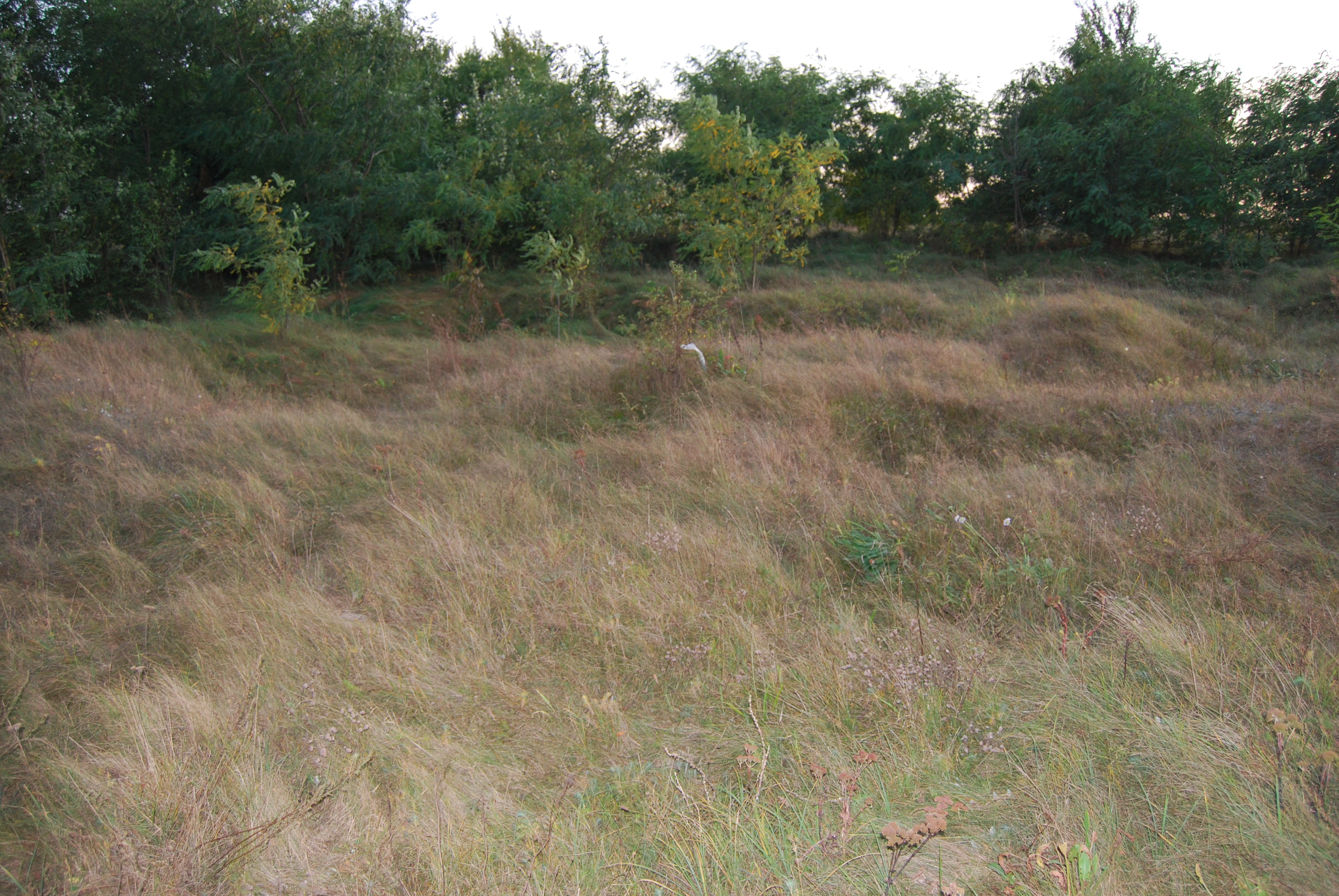
Jüdischer Friedhof in Jędrzejów

Der Jüdische Friedhof in Jędrzejów, einer polnischen Stadt im Powiat Jędrzejowski der Woiwodschaft Heiligkreuz, wurde im 19. Jahrhundert angelegt. Der jüdische Friedhof befindet sich südöstlich der Stadt.
Heute sind auf dem circa einen Hektar großen Friedhof keine Grabsteine mehr vorhanden.